# Alice Kessler-Harris
Alice Kessler-Harris (geboren 2. Juni 1941 in Leicester, England als Alice Kessler) ist eine US-amerikanische Historikerin. Sie ist emeritierte R.-Gordon-Hoxie-Professorin für Amerikanische Geschichte an der Columbia University. Sie ist eine Spezialistin für die amerikanische Arbeiterbewegung und die vergleichende und interdisziplinäre Erforschung von Frauen und Geschlecht. Ihr Buch Out to Work von 1982 gilt als Klassiker zur Geschichte erwerbstätiger Frauen in den USA. 1985 war sie Sachverständige für die Regierungsbehörde im Gerichtsverfahren Equal Opportunity Employment Commission v. Sears Roebuck and Company vor dem United States District Court.

## Leben
Alice Kessler-Harris’ Eltern waren Zoltan Kessler und Ilona Elefant Kessler. Sie waren tschechischer Nationalität, aber in Ungarn geboren. Sie lebten in Prag, als die Deutschen dort im März 1939 einmarschierten. Sie heirateten und da sie sich für die kommunistische Partei engagiert hatten und zudem jüdisch waren, flohen sie über Krakau nach England. Andere Familienmitglieder flohen in andere Teile der Welt, wenn sie nicht bereits emigriert waren. Die Mutter von Ilona Kessler sowie zwei Brüder von Zoltan Kessler wurden nach Auschwitz und Theresienstadt deportiert und ermordet.
1941 wurde Alice Kessler geboren. Sie hatte zwei Brüder. Die Familie lebte in Cardiff, Wales. Nach dem Krieg wurde den Eltern die Rückkehr in die Tschechoslowakei wegen ihrer politischen Einstellung verweigert. 1951 starb Ilona Kessler, worauf deren Schwester, eine Überlebende der Konzentrationslager Auschwitz und Bergen-Belsen, aus Israel zur Familie zog, um sie zu unterstützen. In den 1950er Jahren emigrierte die Familie in die Vereinigten Staaten. Dort lebten sie in Trenton, New Jersey. Kessler studierte am Goucher College und machte dort 1961 ihren Bachelor. Im Jahr davor hatte sie den Medizinstudenten Jay Harris geheiratet. Als er ein medizinisches Praktikum in New York bekam, wechselte sie an die Rutgers University dort, wo sie 1963 ihren Master in Geschichte machte.
Als sie 1964 schwanger wurde, wurde ihr Promotionsstipendium nicht erneuert. Als Lösung wurde ihr angeboten, eine Lehrassistenz am Douglass College in New Brunswick anzutreten und parallel ihre Kurse in Rutgers fortzusetzen. Falls sie ihre Prüfungen bestehen würde, würde sie wieder ein Stipendium erhalten. Im Juni 1964 bekam sie ihre Tochter. Im September begann sie die Lehrassistenz. Sie bestand ihre Prüfungen am Jahresende, dann hatte sie einen Zusammenbruch. An der Universität gab es schon früh zahlreiche Proteste gegen den Vietnamkrieg, an denen sich Kessler-Harris ebenfalls beteiligte. Die Zeit prägte sie. 1968 wurde sie an der Rutgers University promoviert. Ihre Dissertation behandelte die jüdische Arbeiterbewegung in New York in den 1890er Jahren. Im gleichen Jahr begann sie, sich in der neuen Frauenbewegung zu engagieren. Die Dissertation veröffentlichte sie nie, da es nach eigener Aussage für sie nicht länger denkbar war, eine Arbeit über die Arbeiterbewegung zu veröffentlichen, die Frauen überhaupt nicht behandelte. Sie begann zu Frauen in der jüdischen Arbeiterbewegung zu forschen. Dabei stieß sie auf die zu diesem Zeitpunkt weitgehend vergessenen Romane von Anzia Yezierska aus den 1920er Jahren, einer polnisch-jüdischen Einwanderin. Kessler-Harris fand in den 1970er Jahren einen neuen Verlag für Yezierskas Werke, was zur Wiederentdeckung der Autorin führte.
Von 1968 bis 1974 war sie Assistant Professor an der Hofstra University, dann von 1974 bis 1981 Associate Professor und von 1981 bis 1988 Professor. 1969 trat sie der neugegründeten New Yorker Ortsgruppe des CCWHP (Coordinating Committee on Women in the Historical Profession) bei, zu der unter anderem Gerda Lerner, Annette Baxter, Berenice Carroll und Sandi Cooper gehörten. Später trat sie der Berkshire Conference of Women Historians bei. Anfang der 1970er Jahre wurde sie geschieden.
1974 erhielt sie von Hofstra eine Beurlaubung. Die nächsten zwei Jahre unterrichtete sie gemeinsam mit Gerda Lerner als Gastdozentin am Sarah Lawrence College. Dann war sie die Ko-Direktorin des neu gegründeten Center for the Study of Work and Leisure von 1976 bis 1988. Außerdem war sie zeitweise als Gastdozentin an der University of Warwick und Binghamton University tätig. 1982 veröffentlichte sie ihr Buch Out to Work: A History of Wage-Earning Women in the United States, woran sie seit Mitte der 1970er Jahre geschrieben hatte. Das Werk gilt als Klassiker zur Geschichte erwerbstätiger Frauen in den USA.
1988 wechselte sie als Geschichtsprofessorin an die Temple University und 1990 an die Rutgers University. Von 1990 bis 1995 war sie zudem die Direktorin für Women’s Studies dort. Später wurde sie R.-Gordon-Hoxie-Professorin für Amerikanische Geschichte an der Columbia University. Sie ist emeritiert.
Kessler-Harris ist die erste Historikerin in den USA, die erfolgreich die Gebiete der Geschichte der Arbeit und Frauengeschichte zusammenbrachte. 1985 war sie Sachverständige für die Regierungsbehörde im Gerichtsverfahren Equal Opportunity Employment Commission v. Sears Roebuck and Company vor dem United States District Court. Sears gewann den Prozess, was zu einer lebhaften Debatte der Argumentationslinien der Sachverständigen führte.
Kessler-Harris ist Mitglied der American Historical Association (AHA) und der Organization of American Historians (OAH). Sie war Vorsitzende des Committee on Women Historians der AHA. Von 1992 bis 1993 war sie Präsidentin der American Studies Association, von 2008 bis 2010 Präsidentin der Labor and Working Class History Association und von 2011 bis 2012 Präsidentin der OAH. Zudem war sie im Herausgeberbeirat des Journal of American History und der Zeitschriften Labor History, Gender and History und Signs.

## Ehrungen
- Ehrendoktor des Goucher College[3]
- Ehrendoktor der Universität Uppsala[3]
- 1982 Philip Taft Prize für Out to Work für das beste Buch in Geschichte der Arbeiterbewegung[3]
- John B. Commerford Award for Labor Education[3]
- 2002 Joan Kelly Memorial Prize in Women’s History der American Historical Association für ihr Buch In Pursuit of Equity[9]
- 2002 Bancroft-Preis für ihr Buch In Pursuit of Equity[10]
- 2005 Aufnahme in die American Academy of Arts and Sciences

## Veröffentlichungen (Auswahl)
- Women Have Always Worked: A Historical Overview (1981)
- Out to Work: A History of Wage-Earning Women in the United States (1982) (2002 mit neuem Nachwort neu veröffentlicht)
- A Woman’s Wage: Historical Meanings and Social Consequences (1990)
- als Herausgeberin gemeinsam mit Ulla Wikander und Jane E. Lewis: Protecting Women: Labor Legislation in Europe, Australia, and the United States, 1880–1920 (1995)
- als Herausgeberin gemeinsam mit Linda K. Kerber und Kathryn Kish Sklar: U.S. History as Women’s History (1995)
- In Pursuit of Equity: Women, Men and the Quest for Economic Citizenship in Twentieth Century America (2001)
- Gendering Labor History (2007)
- A Difficult woman: The Challenging Life and Times of Lillian Hellman (2012)